# Walter Masing

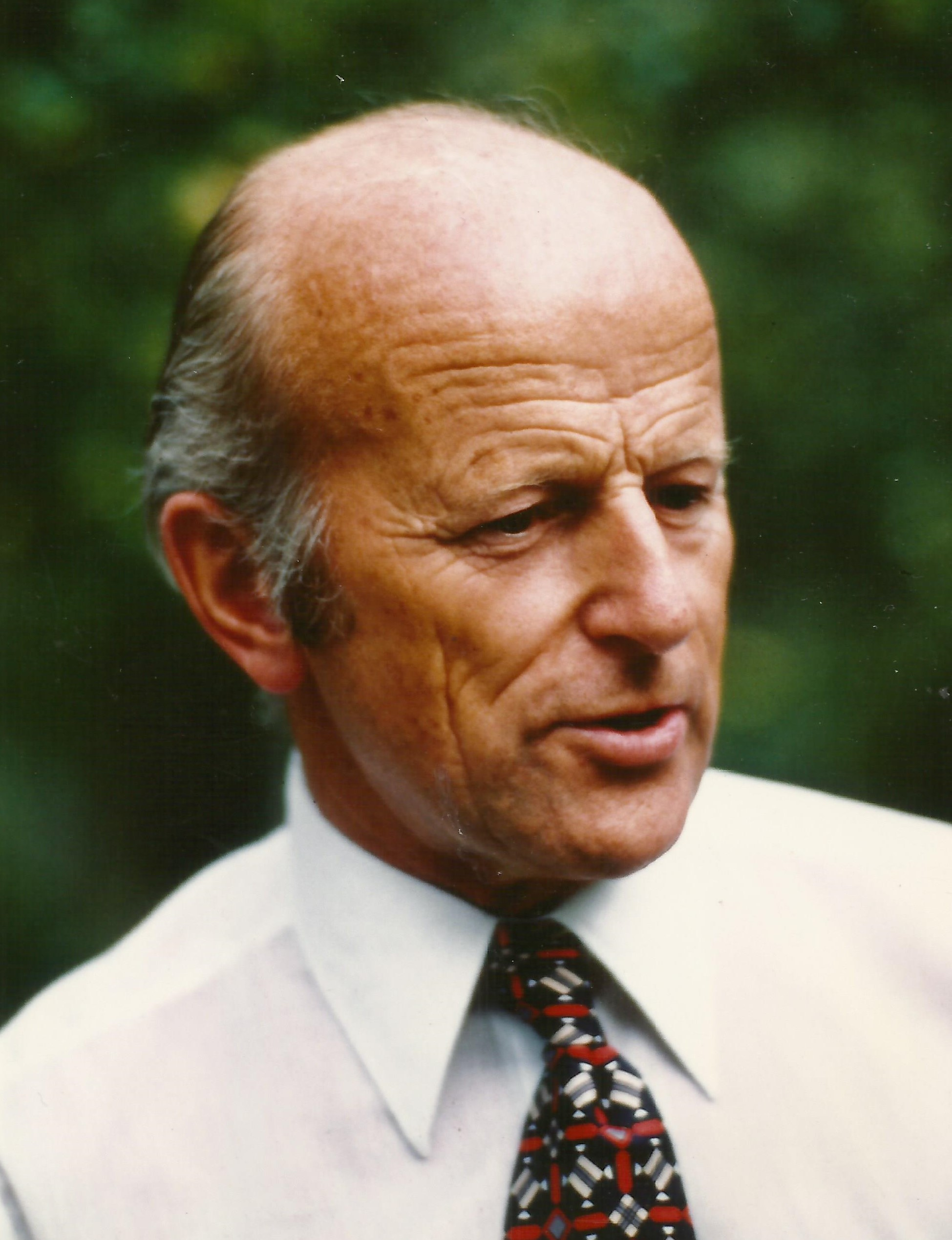
Walter Masing (1975)

Walter Masing (* 22. Juni 1915 in Petrograd (Sankt Petersburg); † 29. März 2004 in Erbach (Odenwald)) war ein deutscher Physiker und Unternehmer. Masing gilt als Qualitätsexperte und zählt zu den Pionieren des Qualitätsmanagements in Deutschland und Europa. Er gehörte zu den Gründern der Deutschen Gesellschaft für Qualität (DGQ), deren jahrelanger erster Vorsitzender und Ehrenvorsitzender er war.

## Leben
Nach dem 1933 am staatlichen deutschsprachigen Jungen-Gymnasium in Tartu, dt. Dorpat (Estland) abgelegten Abitur und anschließendem Militärdienst an der Reserve-Offiziersschule in Tondi studierte Walter Masing Physik und Mathematik an der Universität Tartu. 1935 wechselte er an die Universität Rostock, um vor allem seine Physikstudien bei Pascual Jordan forstzusetzen. Auf Empfehlung von Jordan ging er anschließend an die Universität Leipzig, an der er 1940 seine akademischen Studien bei Gerhard Hoffmann, der 1937 als Nachfolger von Peter Debye an diese Universität berufen worden war, und bei Werner Heisenberg mit einer Dissertation zum Thema „Eine kombinierte Verstärkerapparatur zum Nachweis kleinster Ionenmengen, insbesondere einzelner β-Teilchen“ abschließen konnte.
Walter Masing war Angehöriger der 1939 suspendierten Baltischen Corporation Livonia in Dorpat und der 1948 gegründeten Baltischen Corporation Fraternitas Dorpatensis zu München. 1938 führte er in Leipzig die Kameradschaft Markgraf von Meißen im Nationalsozialistischen Deutschen Studentenbund. Die „Markgrafschaft“ trug die Tradition der suspendierten Leipziger Corps und wandelte sich 1942 zum Corps Misnia IV.
Nach der Promotion war Masing für kurze Zeit als Lehrer tätig, nahm aber bald ein Angebot an dem von Hans Erich Hollmann geführten „Laboratorium für Hochfrequenztechnik und Elektromedizin“ in Berlin-Lichterfelde an. Dieses Labor beschäftigte sich u. a. mit der Entwicklung und Herstellung militärisch-relevanter elektronischer Getriebe. Da das Laboratorium durch einen Bombenangriff stark beschädigt wurde, erfolgte seine Verlegung in das thüringische Georgenthal (bei Gotha).
Nach Kriegsende zog die Familie Masing 1949 nach Erbach (Odenwald). Dort gründete Walter Masing das Unternehmen „Dr. Masing & Co. GmbH“, das elektronische Steuerungen entwickelte und produzierte. Die Firma hatte bald über 300 Mitarbeiter und wurde als Marktführer spezieller Steuerungen für Punkt- und Widerstandsschweißmaschinen auch über die Grenzen Deutschlands hinaus bekannt. 1969 verkaufte Masing sein Unternehmen an die Robert Bosch GmbH. Er war bis 1983 außerdem Mitinhaber der Masing-Kirkhof GmbH (später ESAB Masing GmbH) in Dietzenbach, einer Firma, die Schweißmaschinen entwickelte und herstellte. Bis 1988 war er Mitglied des Aufsichtsrats dieser Firma.

## Wirken als Qualitätsmanager und Professor
Masing konnte den Forderungen der Kunden an eine sichere Funktion der in seiner Firma entwickelten und produzierten Steuerungssysteme nur durch Einführung einer funktionierenden Qualitätssicherung gerecht werden. Anfang der 1950er Jahre lagen aber hinsichtlich einer geeigneten Auswahl und Anwendung von Methoden der Qualitätssicherung keine geschlossenen und systematischen Erkenntnisse vor. Demzufolge beschäftigte sich Masing selbst mit dieser Materie, besuchte Schulungen und versuchte, die bis dahin bekannten Methoden der Qualitätssicherung in seiner Firma umzusetzen. Beeindruckt von einem Kurs zur „statistischen Qualitätskontrolle“, der von Edward Deming geleitet wurde, ergriff Masing 1952 die Initiative zur Gründung der „Arbeitsgemeinschaft Technische Statistik“ (TESTA), deren Tätigkeit sich auf den Einsatz statistischer Methoden „zur Qualitätslenkung und -prüfung in der Industrie“ orientierte. Fünf Jahre nach der Gründung erfolgte eine Umbenennung in „Arbeitsgemeinschaft Statistische Qualitätskontrolle“ (ASQ); deren erster Vorsitzender wurde Walter Masing.
In den folgenden Jahren und Jahrzehnten spielten jedoch nicht nur Fragen des Messens, des Sicherns und Bewertens von Qualität eine Rolle, vielmehr ging es Masing und den Mitgliedern der ASQ zunehmend um Grundsatzfragen hinsichtlich der generellen Organisation von Qualität und deren Kosten, der Rolle des Menschen zur Entwicklung und Herstellung von Qualität und somit insgesamt um ein umfassendes Qualitätsmanagement. Folglich wurde 1968 beschlossen, den Namen der Arbeitsgemeinschaft nochmals zu ändern, und schließlich wurde diese ab Dezember 1972 in den bekannten und auf dem Gebiet des Qualitätsmanagements erfolgreich tätigen eingetragenen Verein Deutsche Gesellschaft für Qualität (DGQ) überführt. Auch in der DGQ erhielt Walter Masing den ersten Vorsitz; ab 1983 war er ihr Ehrenvorsitzender.
Masing war für das Fachgebiet der „Qualität“ auch international tätig, so wurde er 1956 Gründungspräsident der European Organization for Quality Control (EOQC) (heute: European Organization for Quality (EOQ)). Von dieser Organisation wurde er für seine Verdienste zweimal mit der „Georges Borel Medal“ ausgezeichnet. Er war darüber hinaus Gründungsmitglied der International Academy for Quality (IAQ) (ihr Präsident von 1979 bis 1981) sowie Mitglied der American Society of Quality (ASQ). Letztere verlieh ihm 1975 die „Edwards Medal“ und 1995 den „Lancaster Award“. Masing war zudem Ehrenmitglied der Qualitätsgesellschaft von Estland sowie Vorsitzender (1981 bis 1993) des Kuratoriums des Instituts für Produktionstechnik und Automatisierung der Fraunhofer-Gesellschaft.
Walter Masing hat von 1970 bis 1997 außerdem die im Hanser Verlag erscheinende Fachzeitschrift Qualität und Zuverlässigkeit (QZ) herausgegeben.
Aufgrund seiner wissenschaftlich fundierten Aktivitäten im Rahmen der Qualitätssicherung und des Qualitätsmanagements erhielt Masing 1965 an der TU Berlin – auf Empfehlung des damaligen Leiters des „Instituts für Werkzeugmaschinen und Fabrikbetrieb“, Günter Spur, – einen Lehrauftrag und wurde 1970 Honorarprofessor für das Fachgebiet „Qualitätslehre“. Als an der TU Berlin 1988 von Gerd F. Kamiske der erste deutsche Lehrstuhl für Qualitätswissenschaft aufgebaut worden ist, war dies auch eine Weiterführung des Wirkens von Walter Masing. Von 1974 bis 1984 lehrte Masing zudem als Honorarprofessor an der Universität Stuttgart.
Seine akademischen Leistungen wurden im Jahre 1995, vor allem für seine „Pionierrolle bei der Entwicklung des Qualitätsmanagements und seine herausragenden Verdienste um die Verbreitung und Anwendung von Qualitätsmanagement in der Wirtschaftspraxis“ mit den Ehrenpromotionen der Universität St. Gallen zum Dr. oec. h. c. sowie 1996 durch die Technische Universität Berlin zum Dr.-Ing. E. h. gekrönt.
Walter Masing war maßgeblich an der Etablierung des Qualitätsmanagements in Deutschland und in Europa beteiligt. Er war zudem Herausgeber und Autor eines der bedeutendsten deutschsprachigen Standardwerke für das Qualitätsmanagement, dem Masing Handbuch Qualitätsmanagement, das bis zur 4. Auflage von ihm selbst herausgegeben worden ist und 2014 in der 6. Auflage erschien (Hrsg. Tilo Pfeifer und Robert Schmitt). Masing beschäftigte sich außerdem mit Fragen der historischen Entwicklung seines Fachgebietes. Im Ergebnis dieser Arbeiten wurde im Jahre 2002 unter seiner Leitung, gemeinsam mit Michael Ketting, Wolfgang König und Karl-Friedrich Wessel, die Festschrift zum 50-jährigen Bestehen der DGQ, mit dem Titel „Qualitätsmanagement – Tradition und Zukunft“ herausgegeben.
Für seine zahlreichen Verdienste und Leistungen wurde Masing unter anderem mit dem Verdienstorden der Bundesrepublik Deutschland am Bande und 1. Klasse geehrt. Mit dem Walter-Masing-Preis fördert die DGQ seit 1988 Nachwuchskräfte.

## Veröffentlichungen (Auswahl)
- Technische Statistik in der Betriebspraxis der Dreizylinderspinnerei. In: Lenzinger Berichte. Vol. 3, 1954, S. 5 ff.
- Grundlagen der statistischen Qualitätskontrolle in der Praxis der Textilindustrie. In: Melliand Textilberichte. Vol. 37, 1956, S. 122 ff.
- Statistische Qualitätskontrolle in der Baumwollspinnerei. Konradin Verlag, Stuttgart 1957.
- Ignitronsteuerungen für einphasige Widerstandsschweißmaschinen. Prost & Meiner Verlag, Coburg 1961.
- Zuverlässigkeit als wirtschaftliches Problem. In: Technische Zuverlässigkeit in Einzeldarstellungen. Vol. 1, Oldenbourg Verlag, München/ Wien 1964, S. 33 ff.
- Qualität und Kosten als Zielgrößen der Produktentwicklung. Proceedings Vortragsreihe der Deutschen Industrie-Ausstellung, Berlin 1968, S. 45 ff.
- Realistic Quality Levels. In: Proceedings of the IV. EOQC Conference London 1969. Paper No. 2.
- Stochastische Betrachtung zur Stromintegration als Mittel der Gütesicherung von Widerstandsschweißverbindungen. Der beherrschte Fertigungsprozeß. In: wt Zeitschrift für industrielle Fertigung. 67, 1977, S. 269–272.
- Sicherheit als Qualitätsmerkmal. In: O. Peter, A. Meyna (Hrsg.): Handbuch der Sicherheitstechnik. Carl Hanser Verlag, München 1985.
- New Quality-Technologies and Methodologies required to meet the social and industrial needs of the 90 (als Sprecher von 6 Akademikern). In: The Best on Quality. (= Buchreihe der Internationalen Academy for Quality. Band 1). Carl Hanser Verlag, München 1988, S. 13–25.
- Fehlleistungsaufwand. In: QZ. 33, 1988, S. 11–12.
- Nachdenken über qualitätsbezogene Kosten. In: QZ. 38, 1993, S. 149–153.
- Qualitätslehre. Beuth-Verlag, Berlin/ Köln 1972. (8. Auflage 1994)
- Planung und Durchsetzung der Qualitätspolitik im Unternehmen. In: M. Bruhn, B. Stauss (Hrsg.): Dienstleistungsqualität. 2. Auflage. Gabler Verlag, Wiesbaden 1995.
- Masing Handbuch Qualitätsmanagement. 4. Auflage. Hanser Verlag, München 1999. (erste Auflage 1980 erschienen unter dem Titel „Handbuch der Qualitätssicherung“; seit 5. Auflage 2007 fortgeführt unter der Herausgeberschaft von T. Pfeifer und R. Schmitt).
- mit Michael Ketting, Wolfgang König, Karl-Friedrich Wessel (Hrsg.): Qualitätsmanagement – Tradition und Zukunft. Festschrift zum 50-jährigen Bestehen der Deutschen Gesellschaft für Qualität e. V. Hanser Verlag, München/ Wien 2003, ISBN 3-446-21601-4.